# 福特群島
福特群島（英語：Foote Islands），是南極洲的群島，處於勒布隆角東南面22公里的克里斯塔爾灣，屬於比斯科群島的一部分，根據美國測量隊拍攝的空中照片繪入地圖，現時由南極條約體系管理。